# Brachyiulus banaticus
Brachyiulus banaticus är en mångfotingart som beskrevs av Karl Wilhelm Verhoeff 1899. Brachyiulus banaticus ingår i släktet Brachyiulus och familjen kejsardubbelfotingar. Inga underarter finns listade i Catalogue of Life.